# Le Mesnil-sur-Oger

Le Mesnil-sur-Oger este o comună în departamentul Marne, Franța. În 2009 avea o populație de 1,222 de locuitori.